# ホンダ・XL230
XL230（エックスエル230）は、本田技研工業がかつて製造販売したオートバイである。

## 車両解説
2002年4月9日発表、同月10日発売。
1990年代後半からブームだったレトロ回帰を受け1970年代後半から1980年代にかけ製造販売されていたXLシリーズを復刻させたモデルである。このためXLシリーズのほか、1973年発売のエルシノアシリーズを彷彿させるビンテージオフロードの雰囲気をも持つが、開発コンセプトを『街乗りからトレッキングまで気軽に楽しめるスポーツバイク』としたため型式名はBA-MC36と同社のロードスポーツ系モデルにカテゴライズされる。
本モデル開発に際しては既存モデルと多くの基本コンポーネンツを共用するいわゆる姉妹車からとしたため、以下に示すような流用が多いのも特徴である。
エンジン
搭載される排気量223㏄のMD33E型空冷4ストローク2バルブSOHC単気筒エンジンも元々は1997年から製造販売されていたSL230用に開発されたものである。同エンジンは、2000年9月から発売されていたMC34型FTRにも搭載されており、車両キャラクターに合せて異なるチューニングを実施。本モデル用は、キャブレターベンチュリーをSL・FTR用のCV（負圧）型からVM（ピストンバルブ）型のPDC7Aへ変更したほか、低中速域でのレスポンスに優れたセッティングとしたことから、スペックもSL・FTR用とは異なる最高出力13kW〔18ps〕/7,000rpm・最大トルク19N・m〔1.9kgf・m〕/6,000rpmとなった。また、組み合わせるマニュアルトランスミッションもMC34型FTRと共用の5段、減速比は1次が3.090と共通であるものの、2次が本モデルは3.076、FTRが3.230と異なる。さらに始動方式はセルフ式である。 
車体
オセアニア向け輸出仕様車のファームバイクCT200をベースに前後大型キャリアを取り外した構成。車体色は以下の2種類が設定された。
- ██ブーンシルバーメタリック+タンク上面にオレンジのストライプ
- ██ファイティングレッド+タンク上面にブラックのストライプ

また、フレームもMC34型FTR用セミダブルクレードル型をリファインしたものであるほか、サスペンションは前輪がテレスコピック、後輪がスイングアームであるが、リヤショックは2本となる。ブレーキは前後ともドラムブレーキであり、タイヤサイズは前後とも120/90-18である。
本モデルは、2005年にベースとなったSL230と共にXR230へフルモデルチェンジされ生産終了となった。